# Mèo núi Trung Hoa
Mèo núi Trung Hoa, còn gọi là mèo rừng Trung Hoa hay mèo xá lị là một loài mèo đặc hữu miền tây Trung Quốc. Nó được IUCN xem là loài dễ thương tổn từ năm 2002, do số lượng cá thể sinh sản ít hơn 10.000 con.
Nó từng mang tên F. silvestris bieti, một phân loài mèo rừng, nhưng nghiên cứu di truyền năm 2007 cho thấy đây là một loài riêng biệt.

## Đặc điểm
Mèo núi Trung Hoa có lông màu cát. Có những sọc tối màu trên mặt và chân. Chóp tai màu đen. Sọ mèo núi Trung Hoa khá rộng, và giữa những ngón chân có lông mọc dài. Lông bụng nhạt màu. Trên đuôi có vòng lông đen. Chóp đuôi cũng màu đen. Chiều dài đầu-mình là 69–84 cm (27–33 in), cộng với cái đuôi dài 29–41 cm (11–16 in). Mèo trưởng thành nặng từ 6,5 đến 9 kilôgam (14 đến 20 lb).

## Phân bố và môi trường sống
Mèo núi Trung Hoa là loài đặc hữu Trung Quốc, sống ở rìa đông bắc cao nguyên Thanh Tạng. Nó chỉ có mặt ở đông Thanh Hải và tây bắc Tứ Xuyên.
Nó sống trên vùng đồng cỏ cao nguyên, lãnh nguyên núi cao, rừng cây bụi núi cao và rừng cây hạt trần có độ cao 2.500 và 5.000 m (8.200 và 16.400 ft). Chúng vắng mặt ở môi trường hoang mạc hay rừng cây rậm rạp.

## Sinh thái và hành vi
Mèo núi Trung Hoa hoạt động chủ yếu về đêm, săn pika, động vật gặm nhấm và chim. Mùa giao phối là từ tháng 1 đến tháng 3. Mèo cái đẻ ra hai đến bốn mèo con, thường trong một cái hang khuất tầm nhìn.
Cho tới năm 2007, loài này chỉ được biết đến từ 6 cá thể, đều sống trong vườn thú. Sau đó, những bức ảnh mèo núi Trung Hoa hoang dã đầu tiên được công bố.